# Alsószakács
Alsószakács (korábban Szakács, románul: Secaș) falu Romániában, a Partiumban, Arad megyében.

## Fekvése
Honctőtől délnyugatra, a Fehér-Körös egyik baloldali mellékpatakja mellett fekvő település.

## Története
A falut 1439-ben és 1441-ben említette először oklevél Alsó-Szakács és Felső-Szakács néven. 1445-ben Also Zekas, Felse Zekas, 1477-ben pr. Zakachy, 1525-ben Also Zekas, Felse Zekas néven írták, ekkor a világosi vár tartozékai voltak.
Alsószakács a váradjai uradalom faluja volt és a Bánfffyak birtoka. 1510-ben birtokosa Brandenburgi György volt.
1851-ben Fényes Elek írta a településről: „Arad vármegyében, Buttyin fiókja, 4 katholikus, 410 óhitü lakossal, s anyatemplommal, hegyes-völgyes határral.”
1910-ben 602 lakosából 577 fő román, 23 magyar volt. A népességből 578 görögkeleti ortodox, 11 fő római katolikus, 6 izraelita volt. A trianoni békeszerződés előtt Arad vármegye Borossebesi járásához tartozott.
A 2002-es népszámláláskor 514 lakosa közül 504 fő (98%) román nemzetiségű, 10 (2%) cigány etnikumú volt.

## Nevezetességek
- Görögkeleti ortodox temploma 1786-ban épült.